# Ànec fosc americà
L'ànec fosc americà (Melanitta deglandi) és una espècie d'ocell de la família dels anàtids (Anatidae) que era considerat una subespècie de l'ànec fosc. Habita estanys, llacs i corrents fluvials tranquil·les del centre i sud-oest de Sibèria, Kamtxatka, Sakhalín, illes Kurils, nord d'Alaska i nord del Canadà. En hivern migra cap al sud, adoptant hàbits marins, a la llarga de la costa asiàtica i americana del Pacífic, arribant a la Xina i Califòrnia, i per la costa americana de l'Atlàntic, fins al nord de Florida.